# Michel Lefebvre
Pour les articles homonymes, voir Lefebvre et Michel Lefèbvre.
Michel Lefebvre, né le 14 décembre 1933 à Dijon (Côte d'Or) et mort le 21 juillet 2019 à Villeneuve-Tolosane, est l'un des fondateurs de la géodésie spatiale française et l'un des plus grands pionniers de cette discipline sur les plans européen et mondial.
Son frère est notamment l'acteur et réalisateur Yves Lefebvre.
Cet ancien ingénieur du Centre national d'études spatiales a apporté une contribution décisive à la conception et au lancement des grands satellites d'observation des océans TOPEX/Poseidon et Jason.
Michel Lefebvre a reçu le Prix des sciences et de l'ingénierie de la Fondation EADS en 2009 pour l'ensemble de ses travaux. Ce Prix est décerné conjointement avec l'Académie des sciences.
En juin 2024, le nom Michel Lefebvre a été attribué au rond-point situé avenue Edouard Belin devant le CNES à Toulouse 

## Formation
Michel Lefebvre est né à Dijon, dans la Côte d'Or. Après son baccalauréat, il suivra la formation de l'École de la Marine marchande à Paris où il obtiendra son brevet de capitaine au long cours. Après dix ans de navigation qui l'amèneront à sillonner un peu toutes les mers du monde, en 1960, ce passionné d'astronomie intègrera l'équipe d'André Danjon à l'Observatoire de Paris. Affecté à l'astrolabe de Danjon, il participera aux travaux qui aboutiront à la remise en cause de la rotation de la Terre pour le calcul de l'heure. Dans le même temps, il complète sa formation à la Faculté des sciences de la Halle aux Vins. Et il suit les cours de mécanique céleste que donne au Bureau des longitudes l'astronome Jean Kovalesky.

## Pionnier de la géodésie spatiale
Michel Lefebvre entre en 1963 au Centre national d'études spatiales comme ingénieur affecté à la Division mathématiques du centre de Brétigny. Il participe aux premiers travaux de détermination de l'orbite des satellites au laser. Il effectue avec l'astronome François Barlier et le géodésien Georges Balmino un voyage d'études au Smithsonian astrophysical observatory d'Harvard qui se traduit par des échanges fructueux entre pionniers de la géodésie spatiale naissante de part et d'autre de l'Atlantique. C'est aussi l'occasion pour Michel Lefebvre de premiers contacts, qui s'avèreront très productifs, avec la NASA et en particulier avec Jim Marsh, Ftritz Von Bun et le Goddard, également avec le NSWC (Naval Surface Warfare Center) responsable du réseau Tranet, et Bob Cheney au laboratoire de l'altimétrie de la NOAA. Un second voyage aux États-Unis, en compagnie cette fois de Gérard Brachet, futur directeur général du CNES, renforcent ces contacts qui déboucheront sur une importante coopération franco-américaine avec le lancement, en août 1992, du satellite océanographe TOPEX/Poseidon faisant suite aux conclusions de l'atelier NASA à Williamstown en 1969 plus particulièrement à la filière altimétrique successivement Geos- 3 qui fera l'objet d'un contrat entre le GRGS et la DMA. Suivent le satellite Geosat en 1975 et le projet de satellite altimétrique Dorade et la participation en 1978 au satellite Seasat.

## Altimétrie spatiale
En mars 1970, le CNES crée un département de géodésie spatiale dont la responsabilité est confiée à Michel Lefebvre. En 1971, le bureau des longitudes crée un groupe de recherche en géodésie spatiale auxquels participent, à ses côtés, l'Observatoire de Paris, l'Institut géographique national et le Centre national d'études spatiales. En 1972, Michel Lefebvre et son équipe déménagent au Centre spatial de Toulouse. Le département de géodésie spatiale compte ou va compter des collaborateurs tels qu'Anny Cazenave, Gérard Brachet, Georges Balmino, Yves Ménard. Il débouchera quelques années plus tard sur le prestigieux Laboratoire d'études en géophysique et océanographie spatiales (LEGOS), de l'Observatoire Midi-Pyrénées de Toulouse que dirigera de 1985 à 1996 Jean-François Minster,l'un de ses fondateurs, dont la contribution à l'océanographie spatiale a été essentielle.
L'équipe du CNES emmenée par Michel Lefebvre lance en 1982 le projet de l'instrument Doris destiné à calculer l'orbite des satellites. Testé à partir de 1990 sur le satellite Spot 2, Doris, surnommé « le géomètre de l'espace », donnera une précision, qui semblait impossible à atteindre jusqu'alors, de deux centimètres. La voie de l'altimétrie spatiale, plus particulièrement celle de l'océanographie spatiale, est ouverte.

## Topex/Poséidon
Commencera alors, à partir des années 1980, la grande aventure de TOPEX/Poseidon. Ce satellite franco-américain, lancé par une fusée Ariane IV depuis le Centre spatial guyanais de Kourou le 10 août 1992, révolutionnera au cours des années qui suivront l'océanographie et nos connaissances des océans avec les implications très directes qu'elles ont sur l'étude du climat.
À Topex-Poséidon succède aujourd'hui le satellite commun aux États-Unis et à l'ESA, l'Agence spatiale européenne, Jason[réf. souhaitée].

## Mercator et GODAE
Michel Lefebvre a été également une cheville ouvrière de Mercator, l'observatoire de la mer capable de donner à tout moment les caractéristiques des océans (hauteur des marées, température, salinité, courants et tourbillons, etc.) en tout point du Globe.
Avec le climatologue australien Neville Smith, il est à l'origine de GODAE, (Global ocean data assimilation experiment), qui a pour but d'étendre au monde entier la mission entreprise avec Mercator.

## Une approche humaine
Au-delà de son apport très important à l'observation de la Terre et des océans, Michel Lefebvre a donné l'exemple, qui a marqué la plupart de ceux qui ont travaillé à ses côtés, d'une approche scientifique et technique particulièrement humaine, au-delà des étiquettes et des cloisonnements.
À la retraite, Michel Lefebvre a fondé le Club des argonautes qui rassemble des chercheurs et scientifiques de haut niveau dans les domaines de l'océanographie, de la climatologie, etc. soucieux de continuer à apporter leur contribution à la réflexion dans ces disciplines et dans les choix de société qui y sont liés.